# Chanel
Chanel (/ʃəˈnɛl/ shə-NEL, francês: [ʃanɛl] (escutarⓘ)) é uma casa de moda francesa de luxo fundada em 1910 por Coco Chanel em Paris. A Chanel é especializada em pronto-a-vestir feminino, produtos de luxo e acessórios e licencia seu nome e marca à Luxottica para óculos. A Chanel é bem conhecida por seu perfume nº 5 e o "Terno Chanel". A Chanel é creditada por revolucionar a alta-costura e o pronto-a-vestir, substituindo silhuetas estruturadas e com espartilhos por roupas mais funcionais que as mulheres ainda acham lisonjeiras.

## Identidade corporativa
O logotipo da Chanel é composto por duas letras C opostas e entrelaçadas, uma voltada para a esquerda e outra voltada para a direita. O logotipo foi dado a Chanel pelo Château de Crémat, em Nice, e não foi registrado como marca até que as primeiras lojas Chanel foram estabelecidas. O logotipo é comumente conhecido por significar "Coco Chanel" e se tornou um dos logotipos mais reconhecidos do mundo. Tornou-se também o símbolo de prestígio, luxo e classe.
Em 2022, Chanel doou dois milhões de euros para a Care e a ACNUR, o dinheiro irá para a Ucrânia para ajudá-la durante a invasão russa.
Em todo o mundo, a Chanel S.A. opera cerca de 310 butiques; 94 na Ásia, 70 na Europa, 10 no Oriente Médio, 128 na América do Norte, 1 na América Central, 2 na América do Sul e 6 na Oceania. As lojas estão localizadas em comunidades ricas, geralmente em lojas de departamentos como Harrods e Selfridges, Bergdorf Goodman, Neiman Marcus e Saks Fifth Avenue, ruas principais, distritos comerciais e dentro de aeroportos. Em 2015, a empresa pagou um recorde de 152 milhões de dólares pela 400 North Rodeo Drive em Beverly Hills. Este é o valor mais caro pago por espaço de varejo em Los Angeles. Em outubro de 2020, a empresa comprou sua principal butique Bond Street em Londres por 310 milhões de libras.

### Marcas registradas
Uma medição da linha do tempo para a presença da Chanel nos Estados Unidos é por meio de marcas registradas no Escritório de Marcas e Patentes dos Estados Unidos (USPTO). Na terça-feira, 18 de novembro de 1924, Chanel, Inc. entrou com pedidos de marca registrada para a marca tipográfica Chanel e para o design interlocking CC mais a marca nominativa. Naquela época, as marcas eram registradas apenas para produtos de perfumaria, higiene e cosméticos da classe primária de metais comuns e suas ligas. As marcas registradas Chanel e double-C foram concedidas na mesma data de 24 de fevereiro de 1925 com os respectivos números de série de 71205468 e 71205469. O primeiro pedido de registro de marca para o perfume nº 5 foi na quinta-feira, 1.º de abril de 1926. O primeiro uso e uso comercial foi declarado em 1.º de janeiro de 1921. O registro foi concedido em 20 de julho de 1926 com o número de série 71229497.

#### Combate a falsificações
Junto com outros fabricantes, Chanel é alvo de falsificadores. Uma bolsa Chanel clássica autêntica é vendida por cerca de 4.150 dólares, enquanto uma falsificada geralmente custa cerca de duzentos dólares. A partir da década de 1990, todas as bolsas Chanel autênticas foram numeradas.
Em 2018, a Chanel entrou com uma ação no Tribunal do Distrito Federal do Distrito Sul de Nova Iorque, alegando que o RealReal estava hospedando produtos Chanel falsificados em seu sítio e insinuando aos clientes que existia uma afiliação entre os dois.
Devido ao grande volume de falsificações da Chanel, o departamento jurídico da Chanel criou um sítio para educar os consumidores sobre "Detecção de produtos falsificados versus produtos CHANEL autênticos"." Muitos blogueiros de moda estão divulgando a conscientização sobre a identificação de itens de luxo falsos, como os produtos da Chanel.